# Lesly Malouda
Lesly Marguerite Malouda (* 16. November 1983 in Kourou, Französisch-Guayana) ist ein ehemaliger französischer Fußballspieler, der für Französisch-Guayana international aktiv war. Er ist der jüngere Bruder des ehemaligen FC-Chelsea-Spielers Florent Malouda.

## Karriere
Malouda begann seine Karriere 1989 bei ASC Le Geldar in Französisch-Guayana. Malouda kam 1998 nach Frankreich und schloss sich dem B-Team des RC Lens an. 2004 schaffte Lesly Malouda den Sprung in die Profielf, spielte jedoch dort in zwei Jahren insgesamt nur acht Mal. Für die Saison 2005/06 wurde er an Absteiger FC Istres ausgeliehen, wo er in der Ligue 2 erfolgreich als Stammspieler agierte. Er absolvierte insgesamt 26 Partien und erzielte zwei Tore. Die folgende Saison wechselte er wieder zum B-Teams des RC Lens, um danach ein Jahr für den Toulouse Fontaines Club zu spielen, wo er jedoch nur zu zwei Einsätzen kam. In der Saison 2008/09 wechselte der zwischenzeitlich erfolglose Lesly Malouda ins Ausland, nach Spanien, wo er sich CD Atlético Baleares anschloss und zu 19 Einsätzen und einem Tor kam. Ein Jahr später wechselte er ablösefrei wieder nach Frankreich und unterschrieb einen Vertrag bei Dijon FCO, wo er in der Saison 2009/10 19-mal auflief.